# Avantguardes cinematogràfiques
Les avantguardes cinematogràfiques, també conegudes com a cinema d'avantguarda, van ser una sèrie de moviments cinematogràfics que es van desenvolupar durant el segle XX de forma paral·lela a les avantguardes pictòriques.
Entre les Avantguardes cinematogràfiques es poden trobar corrents cinematogràfics més específiques com van ser: el cinema simultaneista, el cinema surrealista, l'expressionisme alemany, l'impressionisme cinematogràfic francès, el cinema abstracte, el cinema figuratiu i el constructivisme soviètic.
Autors com Man Ray, Jean Epstein, Walter Ruttman o Hans Richter van renunciar a la narració típica o lineal dels seus films, guiant-se, en comptes, per l'expressió artística, l'abstracció, el ritme, el muntatge, la música, les referències complexes i el formalisme.

## Història
El terme "avantguardisme" prové del francès "avant-garde" que significa, en l'argot militar, la part més avançada de l'exèrcit, la guàrdia de davant. Aquest terme es va fer servir per descriure una sèrie de moviments artístics nascuts a principis del segle XX i coneguts com les Avantguardes artístiques. No obstant això, no va ser fins a la dècada dels 20 quan aquest moviment pictòric i escultòric es va adaptar al mitjà cinematogràfic.
Les Avantguardes cinematogràfiques sorgeixen en un moment històric en el qual el tema principal que consumeix l'art és l'avanç ràpid d'esdeveniments, de recursos, d'eines, de la vida i de la societat. L'art es va encarregar de mostrar el dinamisme que va caracteritzar la història a través dels mitjans que posseeix cadascuna de les branques de l'art. És en aquest context on millor es van desenvolupar les idees dels cineastes "simultaneistas", els quals buscaven representar imatges de manera completament simultània mitjançant la llum i el muntatge. Aquests cineastes van veure les seves idees materialitzades en joguines; com les monedes amb dibuixos a ambdues cares o el calidoscopi.
El cinema avantguardista va qüestionar el model de representació cinematogràfica seguint els passos de les Avantguardes pictòriques, escultòriques i musicals que buscaven acabar amb tots els models establerts en l'art anterior. Amb això, el cinema va passar a considerar-se un art més, va deixar de ser vist merament com un mitjà comercial per guanyar diners. Això es va aconseguir qüestionant una figura per sobre de les altres, la de Griffith i el seu muntatge invisible.
La majoria de les pel·lícules avantguardistes van servir com a mitjà d'experimentació, utilitzades per trencar amb les formes preestablertes. Es tracten de pel·lícules no narratives i sense un interès comercial. Aquests artistes veien el cinema com un mitjà d'expressió capaç de mostrar el més íntim de l'ésser humà: els seus anhels, les seves angoixes i les seves fantasies. No obstant això, el major avanç cinematogràfic que va sorgir gràcies al cinema avantguardista va ser en referència a la relació entre llenguatge i cinema. Provocant debats que van fer que aquest llenguatge avancés, i proposant diversos models de representació alternatius als impostos pels corrents anteriors. Aquestes pel·lícules, com a part d'un corrent que les engloba, compareixen una sèrie de característiques:
- La imatge com el recurs expressiu més important: la composició, l'escala, el temps de pla, l'escala de pla, el tipus de pla, etc.
- Els recursos visuals de les imatges: fugen del punt de vista frontal i recorren a picats i contrapicados. D'aquí sorgeix que la imatge es reparteixi per tot el fotograma.
- Un cinema no comercial desenvolupat al marge dels canals comercials en el moment del seu desenvolupament.
- Un cinema internacional, encara que cada país compta amb una corrent avaguardista diferent: Alemanya amb l'expressionisme, Rússia amb el constructivisme i França amb l'Escola Cinematogràfica Francesa d'entreguerres. En aquesta última escola, s'hi van desenvolupar altres gèneres com el cinema abstracte, el cinema figuratiu, el cinema impressionista o el cinema surrealista de la mà de Luis Buñuel i Salvador Dalí.[3]

## Cinema abstracte

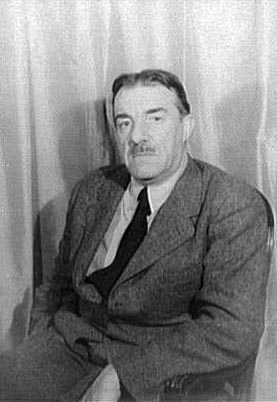
Fernand Léger, director de Ballet mecanique (1924)

El cinema abstracte és un subgènere del cinema experimental que consisteix en oposar el cinema convencional al representar només la noció d'una representació completa. De manera que aquesta característica és aplicada en diversos àmbits, des d'en els guions dels personatges o les característiques del càsting fins en els objectes utilitzats dins del film. L'abstracció s'ha convertit en un element comú dins de qualsevol film, encara que, amb el temps, la producció de pel·lícules essencialment abstractes ha caigut en el desús. Tot i així, als inicis de la dècada de 1990 va sorgir una nova ona de films abstractes sustentant-se en el cinema experimental.
La corrent abstracte, malgrat haver estat una de les més desenvolupades per tot Europa, es considera lligada a l'Escola Cinematogràfica Francesa d'entreguerres, atès que el seu naixement va ser de la mà de Fernand Léger amb el film Ballet mecanique (1924).
Aquest gènere cinematogràfic compta amb una sèrie de recursos o característiques pròpies:
- La deformació de l'objecte o de l'espai.
- L'aïllament de l'objecte.
- Lús de trucs òptics.

### Directors i títols
- Fernand Léger: Ballet mecanique (1924) (també considerat director de cinema surrealista).
- Walter Ruttman: Opus 1, Opus 2 (1921).
- Norman McLaren.
- Oskar Fischinger.
- Viking Eggeling: Symphonie diagonale (1924).

## Impressionisme cinematogràfic francès

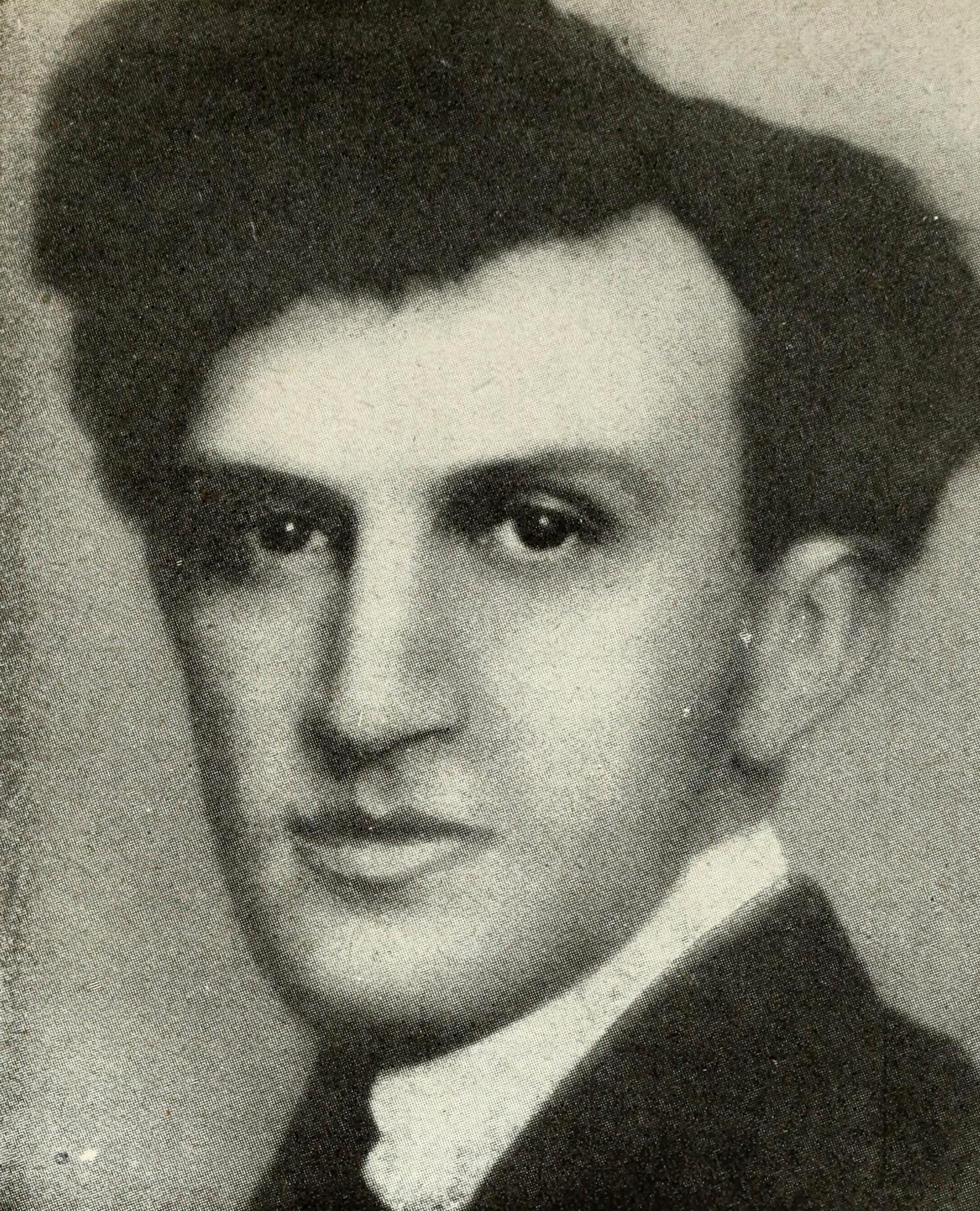
Jean Epstein, director de Coeur Fidèle (1923)

L'impressionisme cinematogràfic francès és un moviment cinematogràfic que pertany a l'Escola Cinematogràfica Francesa d'entreguerres, i que deu el seu nom a la pintura impressionista de finals de segle XIX gràcies a les semblances que comparteix amb aquesta. D'entre elles, destaca que tant el cinema impressionista com la pintura impressionista van buscar la manera de reflectir sentiments durant poc temps i en poc espai. A més, en tots dos arts, se cerca l'encarnació de l'estat anímic mitjançant la representació d'imatges paisatgístiques, fet que s'exemplifica en pintures com les de Claude Monet o Vincent Van Gogh o en la pel·lícula Cœur fidèle de Jean Epstein.

### Directors i títols
- Abel Gance: La roue (1923) i Napoelón (1926).
- Louis Delluc: Fièvre (1921) i L'inondation (1923).
- Germaine Dulac: La souriante Madame Beudet (1923) i La coquille et le clergyman (1928).
- Marcel l'Herbier: L'inhumaine (1924) i L'argent (1928).
- Jean Epstein: Coeur Fidèle (1923) i La xut de la maison Usher (1927).

## Cinema surrealista
La corrent cinematogràfica del surrealisme va sorgir a París durant la dècada de 1920 amb la premissa d'expressar el subconscient de forma poètica, cosa que va suposar un enfocament avantguardista de la teoria i producció cinematogràfica. La corrent del surrealisme, influenciada per la teoria dels somnis de Freud, feia un ús singular de les imatges; aquestes eren absurdes, poc convencionals i abstractes. Amb el conjunt d'aquestes accions es van desafiar les premisses imposades pel cinema dels anys anteriors, doncs aquest consistia en representar la realitat de manera fidel.

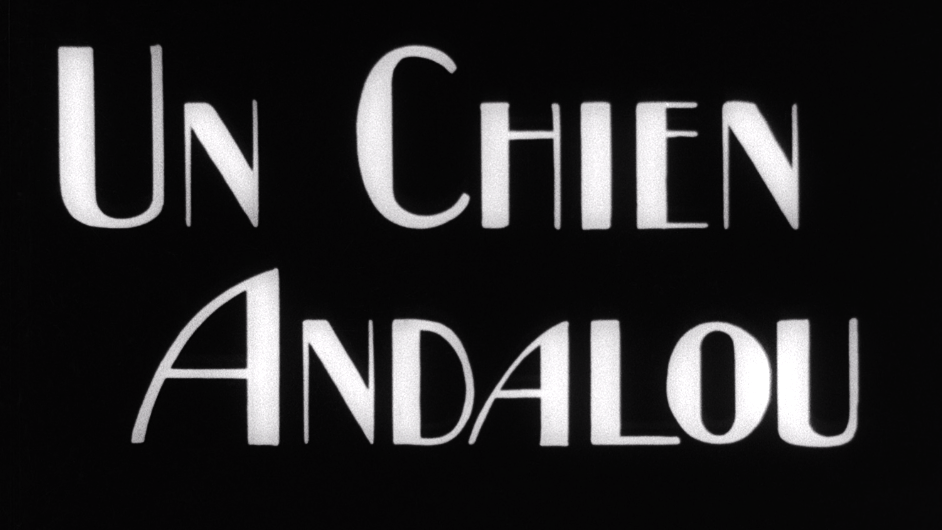
Títol dUn chien andalou, pel·lícula de Luis Buñuel.

El cinema surrealista va comptar amb una sèrie de característiques que el diferenciaven dels altres:
- El rebuig de la psicologia dramàtica i del realisme.
- La juxtaposició d'imatges.
- L'ús de les imatges per causar un gran impacte sobre els espectadors.

Les primeres expressions del moviment artístic del surrealisme es van donar entorn el grup d'autors format per André Breton, Paul Eluard, Louis Aragon i Philip Soupault. Aquests van experimentar amb l'escriptura automàtica - una manera d'escriure que trencava amb les normes d'escriptura establertes, mitjançant la qual, les obres adquirien un estatus racional diferent.

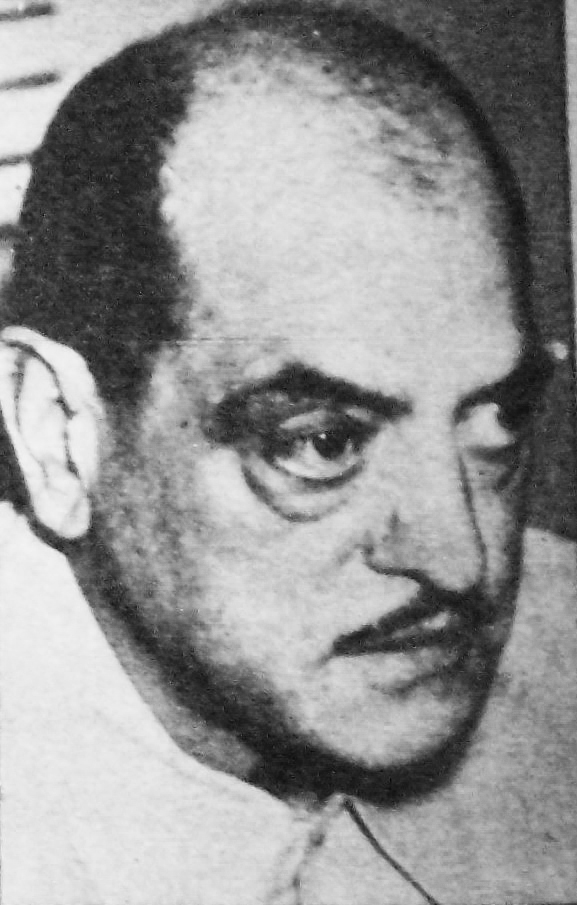
Luis Buñuel, el cineasta més representatiu del cinema surrealista.

Malgrat que, des dels inicis d'aquesta dècada, es feien pel·lícules designades amb el terme "surrealista", el primer film considerat surrealista va ser La Petxina i el Reverend (1928) de Germaine Dulac amb guió d'Antonin Artaud. La persona més important dins d'aquesta corrent cinematogràfica però, va ser Luis Buñuel, el director de cinema espanyol que va aconseguir traslladar, de manera fidel, els principis del surrealiseme a la gran pantalla. Buñuel va començar el seu camí dins el món del cinema a París, exercint la labor d'ajudant de direcció en diverses pel·lícules de Jean Epstein. Els seus films pròpis de major renom són Un chien andalou i L'Âge d'or, en els quals va comptar amb la col·laboració del pintor surrealista Salvador Dalí, el qual va conèixer a la Residència d'Estudiants de Madrid durant els seus estudis universitaris.
Amb el cinema surrealista van sorgir diverses temàtiques que van generar un gran interès entre els seus directors; com la transmissió de l'atmosfera i d'estats onírics, la crítica a les tradicions i les institucions socials, com la religió, el matrimoni o la família, a més de la representació de forts sentiments d'anhel, amor i desig sexual (el qual André Breton va anomenar «amor boig», amour fou).

### Directors i títols
- Luis Buñuel: Un chien andalou (1929) i L'Âge d'or (1930).
- Fernand Léger: Ballet mecanique (1924) (també considerat un director de cinema abstracte).

## Cinema figuratiu
S'entén com a art figuratiu aquell art que es defineix com una representació exacta de figures, les quals poden ser imatges identificables o objectes reconeixibles. Es va manifestar en la pintura i l'escultura imitant la naturalesa, fet que els grecs van anomenar "mímesis". És un art que no exigeix en l'observador un gran esforç mental per comprendre què s'està mostrant, ja que tot apareix exposat davant els ulls de qui ho contempla. Per aquest motiu, a més de per les seves característiques principals (com l'ús del realisme artístic i de la versemblança), es diu que l'art figuratiu és contrari a l'art abstracte.
La peça més representativa del corrent del cinema figuratiu va ser Paris qui dort de René Clair. En aquesta pel·lícula es representa la importància que van tenir l'evolució i el moviment de la vida en la societat de la dècada dels 20. La societat avantguardista estava obsessionada amb la representació, d'una manera o d'una altra, del moviment veloç i del dinamisme. En el cas d'aquest film, es mostra el moviment de la vida parisenca mitjançant la paralització d'altres per mostrar les conseqüències d'aquesta velocitat adquirida.

### Directors i títols
- René Clair: Paris qui dort (1925).

## Cinema constructivista soviètic

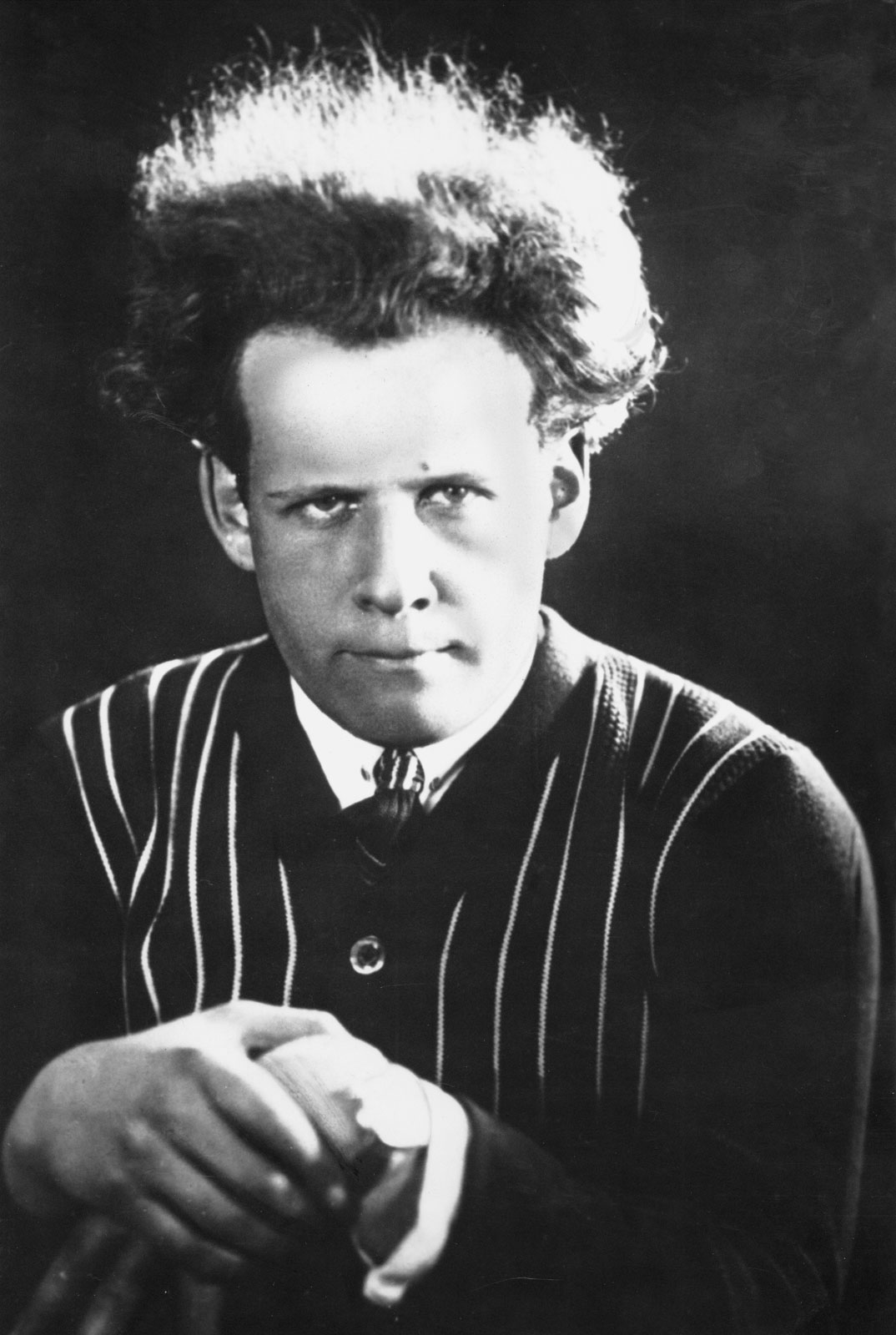
Serguei Eisenstein, el director més representatiu del cinema soviètic.

El cinema soviètic de la dècada dels anys 20 (o de l'època avantguardista) va ser un cinema experimental impulsat pel seu propi Govern. Aquest demanava que les pel·lícules tinguessin un cert grau d'experimentació, amb la intenció de trencar amb l'establert i fomentant un cinema nou i innovador. Els soviètics van buscar diferenciar-se de la resta de cinematografies, com l'americana, que es va centrar en mantenir les bases burgeses heretades del teatre del segle XIX i la rendibilitat econòmica, mitjançant la incorporació de les idees més revolucionàries de les Avantguardes que s'estaven desenvolupant en la resta d'Europa.
La política que es va desenvolupar durant aquesta època a la Unió Soviètica va suposar el naixement d'una cinematografia plenament propagandística que recorria a temes del passat amb un afany completament educatiu i indoctrinador. En aquest cinema, una de les característiques principals va ser la difuminación de la línia entre ficció i realitat, a més de la creació d'escenes històriques realistes. A més, tenia un interés en mostrar la desaparició del personatge individual i una preferència per representar un personatge principal com a col·lectiu. La història explicada ja no girava entorn una única figura, sinó que girava entorn d'un grup, el poble, i mostrava l'esperit col·lectivista socialista contraposat amb l'individualisme liberal característic del capitalisme. Aquests col·lectius representaven les masses a qui anaven dirigides les pel·lícules, de manera que el cinema de masses formava als espectadors en el seu esperit revolucionari. A això, Eisenstein ho va anomenar Cinema-Puny.

### Muntatge soviètic
El més important sobre el cinema soviètic és l'aportació que aquest va fer en la concepció del muntatge d'aquesta època. Es va estudiar, es va analitzar i es va avançar en tots els àmbits d'aquest aspecte cinematogràfic. El muntatge soviètic va portar l'experimentació a un altre nivell i les seves aportacions són una part fonamental de la història de l'edició cinematogràfica gràcies a la seva gran innovació.
Unes dels vessants més importants d'aquest moviment van ser les que Serguei Eisenstein va desenvolupar en les seves obres assatgístiques: el Cinema-Puny i el muntatge d'atraccions. Amb aquests dos conceptes es desenvolupà una visió del muntatge com a xoc de plans que busca impactar i motivar al públic. Mitjançant la lectura de les obres assatgístiques del cineasta, es pot deduir l'existència de diferents tipus de muntatge: el muntatge mètric, el muntatge rítmic, el muntatge tonal, el muntatge sobretonal i el muntatge intel·lectual.
L'altre vessant essencial del corrent cinematogràfica soviètica la va protagonitzar el director de cinema Dziga Vertov, el qual va defensar que el muntatge es fa servir per unificar fragments de la realitat i s'ha de buscar la plasmació d'aquesta realitat sense artificis ni preparació alguna, el qual s'anomena cinema ull.
Altres característiques pròpies del muntatge soviètic són les innovacions proposades per l'efecte Kuleixov, el qual treballa la superposició de diferents plans amb la intenció de crear relacions simbòliques per l'espectador.

### Directors i títols
- Serguei Eisenstein: La vaga (1924), El cuirassat Potemkin (1925) i Octubre (1927).
- Dziga Vértov: L'home de la càmera (1929).
- Oleksandr Dovjenko: Terra (1930).
- Vsévolod Pudovkin: La mare (1926)

## Cinema expressionista alemany

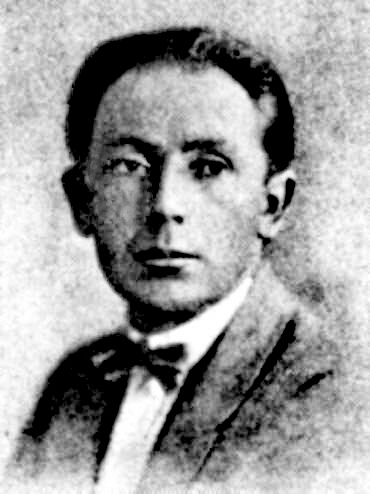
F. W. Murnau, director integrat dins del cinema expressionista.

L'expressionisme alemany va ser una de les grans avantguardes cinematogràfiques dels anys 20. La principal característica d'aquest moviment és la intenció en dur a terme una representació oposada a la del naturalisme i la observació objectiva dels fets i successos externs, fent èmfasi en allò subjectiu del que ocorre. Per l'artista expressionista, la visió interna i personal és el factor principal que construeix el seu art, el qual s'estén a allò que intenta representar i ho deforma, ambas l'objectiu de trobar l'essència de cada objecte, situació o, fins i tot, personatge. Algunes de les seves principals preocupacions es materialitzaven en les crítiques que realitzaven al materialisme característic de la societat de l'època, a la vida urbana i en la forma de visions apocalíptiques sobre el col·lapse de la civilització coetània; sovint portant dins seu, de manera mitjanament discreta, un contingut polític revolucionari.
L'expressionisme dins l'audiovisual és caracteritzat per:
- Unes atmosferes carregades.
- Un simbolisme continu.
- L'ús contrastat de llums i ombres.
- Uns decorats que s'utilitzen per deformar la realitat fins a portar-la a l'extrem.
- L'influència de temàtiques de la literatura del Romanticisme.
- La cerca de la representació de l'estat d'ànim interior dels personatges mitjançant la fotografia, els decorats i les posicions i angulaciones de la càmera (picat i contrapicat).[8]

### Directors i títols
- Robert Wiene: El gabinet del Dr. Caligari (1919).
- Paul Wegener: El Golem (1920).
- F. W. Murnau: Nosferatu (1922).
- G.W. Pabst: Misteri d'un ànima (1926).
- Fritz Lang: El doctor Mabuse (1922), Metròpolis (1927) i M, un assassí entre nosaltres (1931).